# Honoré Jacquinot
Honoré Jacquinot (* 1. August 1815 in Moulins-Engilbert; † 22. Mai 1887 in Nevers) war ein französischer Arzt, Chirurg und Naturforscher.

## Genealogie
Sein Vater Étienne Jacquinot (1771–1865) war zunächst mit Jeanne Florimon Le Blanc verheiratet. Aus dieser Ehe ging der spätere Vizeadmiral Charles Hector Jacquinot (1796–1879) hervor. Nach dem Tod von Jeanne Florimond Le Blanc am 13. Juni 1814 zeugte Étienne mit Sylvie Pinault (1794–1857) den zu diesem Zeitpunkt unehelichen Sohn Honoré. Die Mutter hat sich nach ihrer Heirat mit Étienne Jacquinot am 22. Februar 1841, also viele Jahre nach Honorés Geburt, in Marie Eugénie umbenannt, da sowohl die Perousefruchttauben-Unterart (Ptilinopus perousii mariae (Pucheran, 1853)) ihren Namen trägt als auch der Sterbeeintrag in Nevers diesen Namen ausweist. Dem Vater wurde die Braunrücken-Grünflügeltaube (Chalcophaps stephani Pucheran, 1853) gewidmet. Etienne ist die französische Variante des Vornamens Stephan.
Oft findet man in der Literatur aufgrund eines fehlerhaften Eintrags des Notars das Jahr 1814 als Geburtsjahr von Honoré. Honorés Geburt wurde erst im Jahr 1835 in Moulins-Engilbert offiziell registriert. Hier unterlief dem Notar ein Fehler und das Geburtsdatum wurde zunächst als 1. August 1814 eingetragen. 1841 fiel der Irrtum auf und das Geburtsjahr wurde auf 1815 korrigiert. Jacquinot heiratete am 19. Oktober in Sancoins Jeanne Louise Annette Achet (1831–1860), die sich später Leontine nannte. Nach ihrem frühen Tod schien Honoré nicht mehr geheiratet zu haben. Aus der Ehe gingen die Kinder Etienne Alphonse Marie Joseph (1852–1881) und Marie Sylvie Eugénie (1853–1884) hervor. Der Sohn war ebenfalls Doktor der Medizin.
Jacquinot verstarb in seinem Domizil in der rue des Ratoires n° 7 in Nevers.

## Wissenschaft
Am 7. September 1837 brachen unter der Führung von Jules Dumont d’Urville die Fregatten Astrolabe und Zélée zu einer Forschungsreise auf, die erst am 6. November 1840 nach Frankreich zurückkehrten. An Bord der Astrolabe befanden sich u. a. der Hydrograph Clément Adrien Vincendon-Dumoulin, der Naturforscher und leitende Chirurg Jacques Bernard Hombron, sein assistierender Chirurg und Illustrator Louis Raymond Marie Le Breton und der Präparator und assistierende Naturforscher Pierre Marie Alexandre Dumoutier. Die Zelée fuhr unter der Führung von Honorés Halbbruder Charles Hector. An Bord der Zelée befanden sich der leitende Chirurg und Naturforscher Elie Jean Francois Le Guillou, sein zweiter Chirurg Honoré Jacquinot sowie der Maler Ernest Auguste Goupil. Während der 38-monatigen Reise wurden von dem Forscherteam zahlreiche naturhistorische Exponate gesammelt. Hombron und Honoré Jacquinot kümmerten sich während der Reise um zoologische und botanische, Le Guillou um geologische sowie mineralogische und Dumoutier in Kooperation mit d’Urville um anthropologische Fragen.
Nach der Rückkehr bekam d’Urville am 1. Mai 1841 von Victor Guy Duperré die Erlaubnis, temporär mit Charles Hector Jacquinot, Louis-Marie-François Tardy de Montravel, Dumoulin, Hombron, Honoré Jacquinot unter der Federführung d’Urville an der Publikation zur Reise in Paris zu arbeiten. Honorés Halbbruder und Tardy de Montravel wurden schon bald wieder aus Paris abgezogen. Gemeinsam mit dem Illustrator Le Breton sollte von 1. Januar 1842 bis 31. Dezember 1846 der Rest des Teams laut offiziellem Erlass der Marine an der Publikation arbeiten dürfen. Hombron and Honoré Jacquinot wohnten in diese Zeit zunächst in der 1 rue du Pont Louis Philippe, dann in der 6 rue du Val de Grace und schließlich in der 305 rue Saint Jacques. Alle Adressen befanden sich in der Nähe des Muséum national d’histoire naturelle.
Am 25. Januar 1841 wurde Honoré zum Ritter der Ehrenlegion ernannt. Im Jahr 1848 sollte Honoré Jacquinot in den Senegal geschickt werden. In einem Brief an den Minister beklagte er sich darüber, dass dies seine wissenschaftliche Karriere zerstören würde, wenn er zu diesem Zeitpunkt von der Publikation abgezogen würde. Honoré brach im Gegensatz zu Hombron nie in den Senegal auf. Am 28. August 1848 wurde er wegen eines „vorübergehenden Gebrechens“ für dienstunfähig erklärt. Es folgte am 16. Februar 1852 wegen eines „unheilbaren Gebrechens“ die Entlassung aus der Marine. Es ist nicht ganz klar, ob er sich in der Folgezeit noch weiter in die Publikation von Voyage au pole sud et dans l'Océanie sur les corvettes l'Astrolabe et la Zélée exécuté par ordre du roi pendant les années 1837–1838–1839–1840 einbringen konnte. Die Zeit in Paris nutze er für seine Doktorarbeit mit dem Titel Études sur l'histoire possint in sanitatem quidquid liberum vulgò naturelle de l'homme. So konnte er nach seinem Ausscheiden aus dem Dienst eine private Arztpraxis in Nevers eröffnen.
Die Publikationsgeschichte von Voyage au pole sud et dans l'Océanie sur les corvettes l'Astrolabe et la Zélée ist sehr kompliziert. Die zoologischen Tafeln erschienen in 28 Lieferungen in der Zeit von 1842 bis 1854. Hombron und Jacquinot gelten als Autoren aller Namen, die sich auf den Tafeln befinden. Der Text zu den Tafeln erschien erst 1853 und wurde vermutlich weder von Hombron noch von Jacquinot verfasst. Jacquinot lieferte oft nur weitere Informationen zu offenen Fragen. So schrieb Jacques Pucheran im Vorwort zu dem von ihm gelieferten Text zu den Säugetieren und Vögeln:

„MM. Hombron et Jacquinot pouvaient seuls, en effet, élucider, d'une manière convenable, un tel sujet - Les circonstances ne l'ont point permis. M. Jacquinot, délaissant la carrière qu'ol avait d'abord embrassée, a bien voulu, pourtant, nous envoyer quelques notes qui nous on été fort utiles; les unes nous ont permis d'indiquer le lieu de provenance de certains oiseaux, les autres nos ont fourni, en l'absence des préparations anatomiques, des détails nécessaires à l'intelligence des figures. La destinée de M. Hombron a été bien plus malheureuse: il a été récemment enlevé à sa famille et à la science, sur le vaisseau qui le ramenait du Sénégal en France. (deutsch: Nur die Herren Hombron und Jacquinot konnten ein solches Thema tatsächlich in geeigneter Weise beleuchten - die Umstände ließen dies nicht zu. M. Jacquinot, der seine ursprüngliche Laufbahn aufgegeben musste, war dennoch so freundlich, uns einige für uns sehr nützliche Notizen zukommen zu lassen; einige erlaubten es mir, den Herkunftsort bestimmter Vögel zu bestimmen, andere lieferten uns, in Ermangelung anatomischer Präparate, die für das Verständnis der Abbildungen notwendigen Details. Das Schicksal von M. Hombron war viel unglücklicher: Er wurde vor kurzem auf dem Schiff, das ihn vom Senegal nach Frankreich zurückbringen sollte, von seiner Familie und der Wissenschaft getrennt.)“

...und...

„Quant aux nom spécifiques que nous avons choisis, il étaient déterminés d'avance par ceux que MM. Hombron et Jacuinot avaient donnés en langue francaise. Nous avons du dès lors leur attribuer le dénominations faites en latin, et nous espérons que notre examples sera suivi. Nous n'avons dévié de ce principe que lorsque la détermination générique nous a paru vicieuse: si l'erreur se trouve exister de nouveau, c'est à nous et à nous seuls qu'elle doit être reprochée. (deutsch: Was die von uns gewählten wissenschaftlichen Namen betrifft, so wurden im Voraus durch die von MM. Hombron und Jacuinot auf Französisch angegebenen Namen bestimmt. Ich mussten ihnen daher die lateinischen Namen geben und hoffen, dass mein Beispiel Schule machen wird. Wir sind von diesem Grundsatz nur dann abgewichen, wenn mir die allgemeine Festlegung abartig erschien. Sollte sich dies erneut als Irrtum herausstellen, ist er mir und nur mir zum Vorwurf zu machen.)“

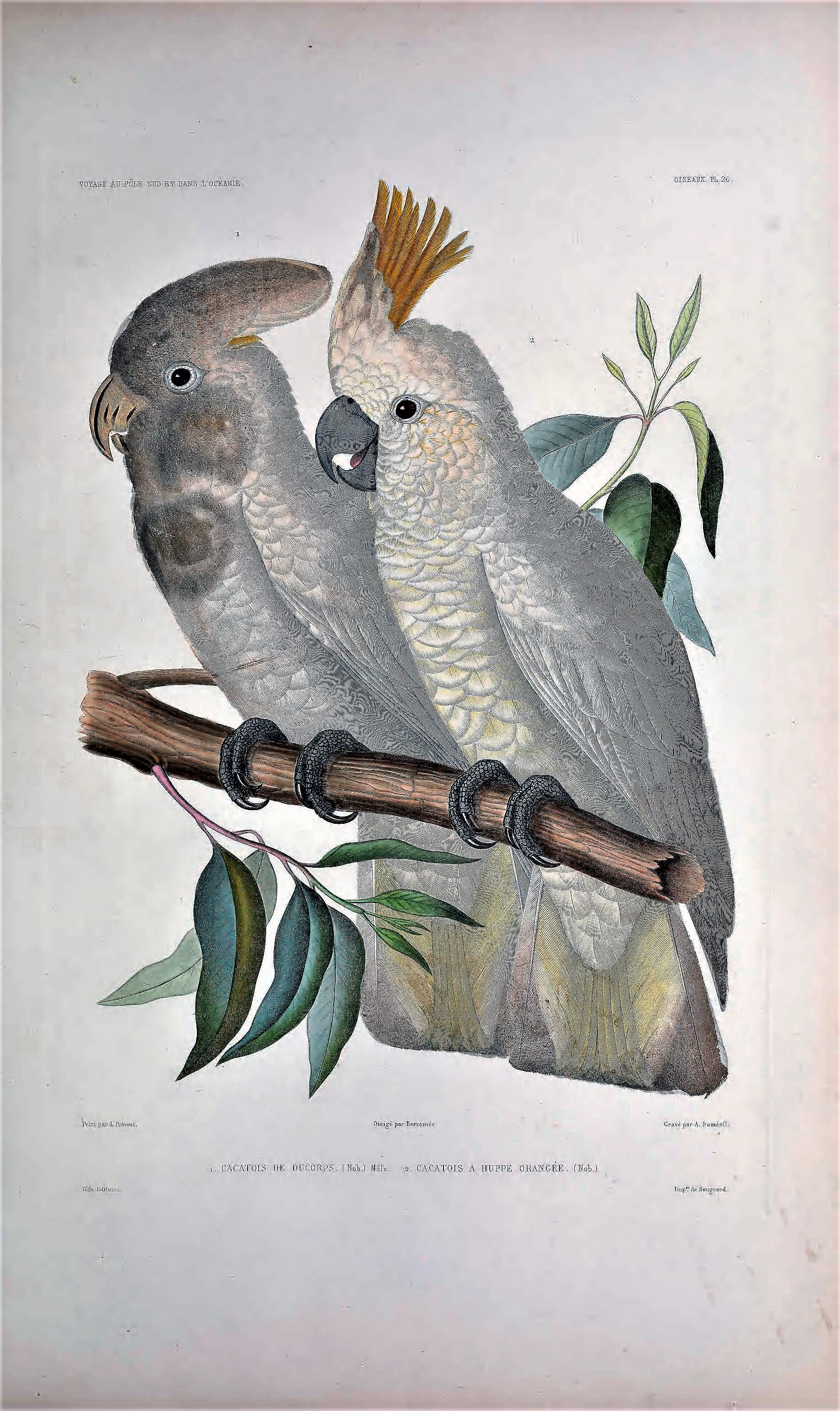
Salomonenkakadu & Gelbwangenkakadu im Atlas zu Voyage au Pôle Sud
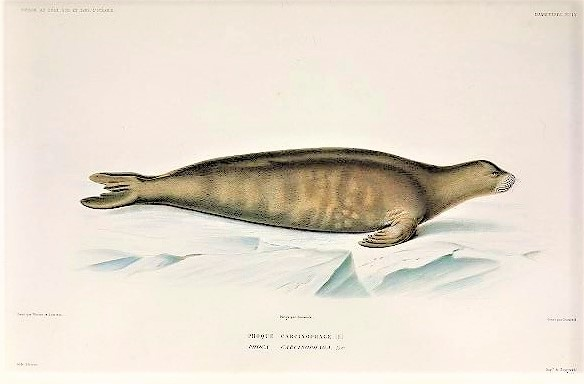
Krabbenfresser im Atlas zu Voyage au Pôle Sud
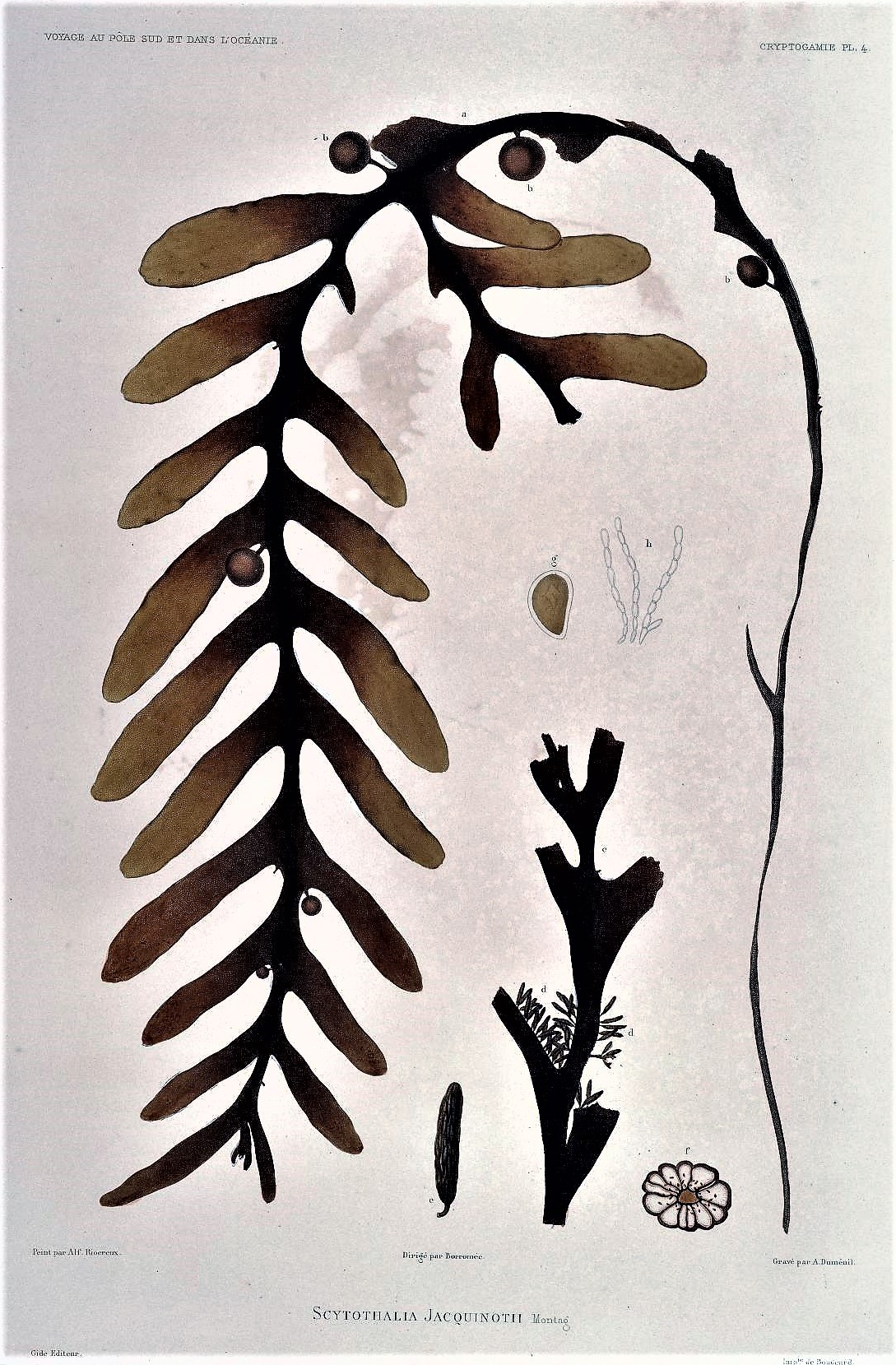
Braunalgen-Art Cystosphaera jacquinotii im Atlas zu Voyage au Pôle Sud
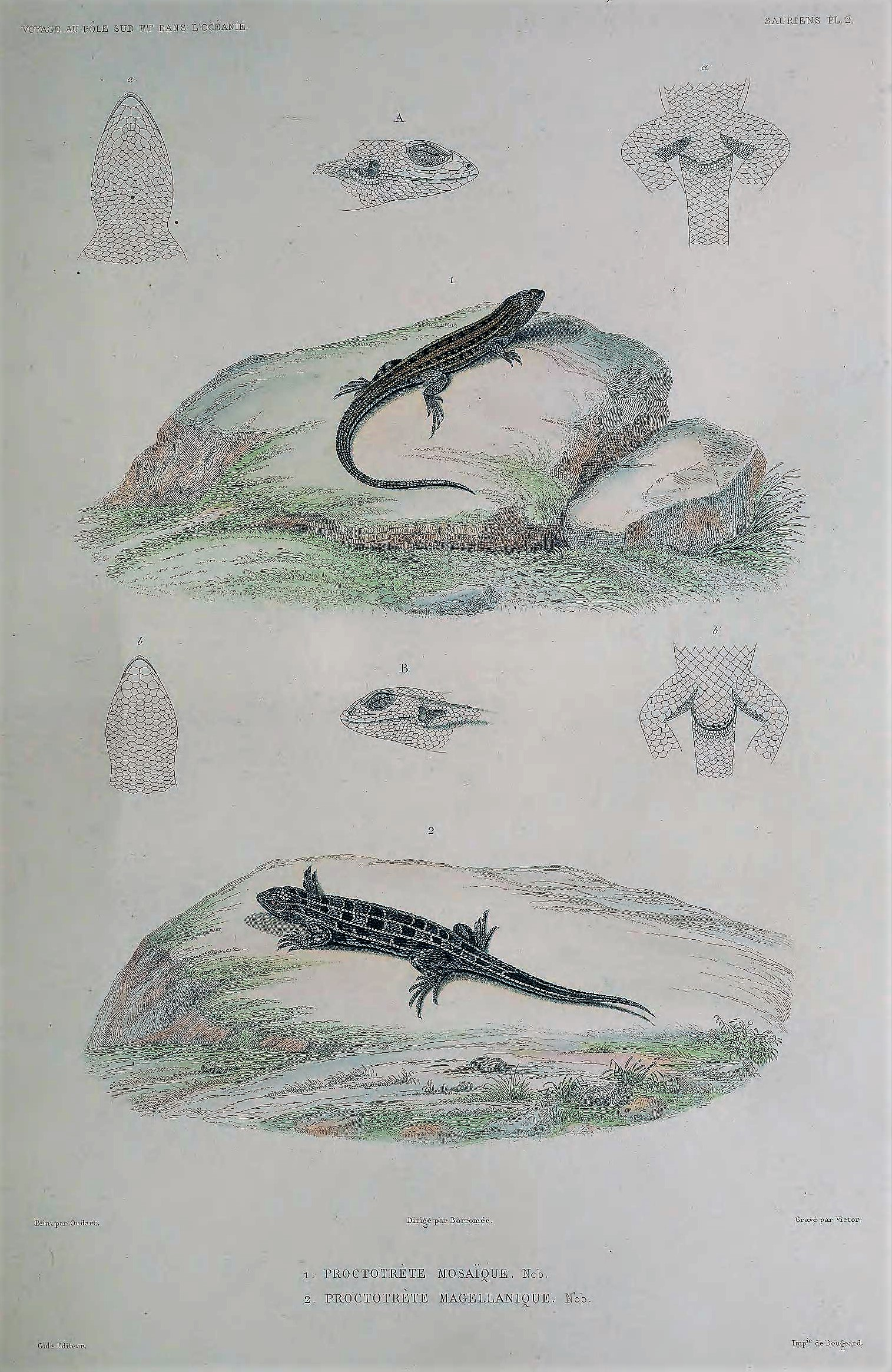
Liolaemus lemniscatus & Liolaemus magellanicus im Atlas zu Voyage au Pôle Sud
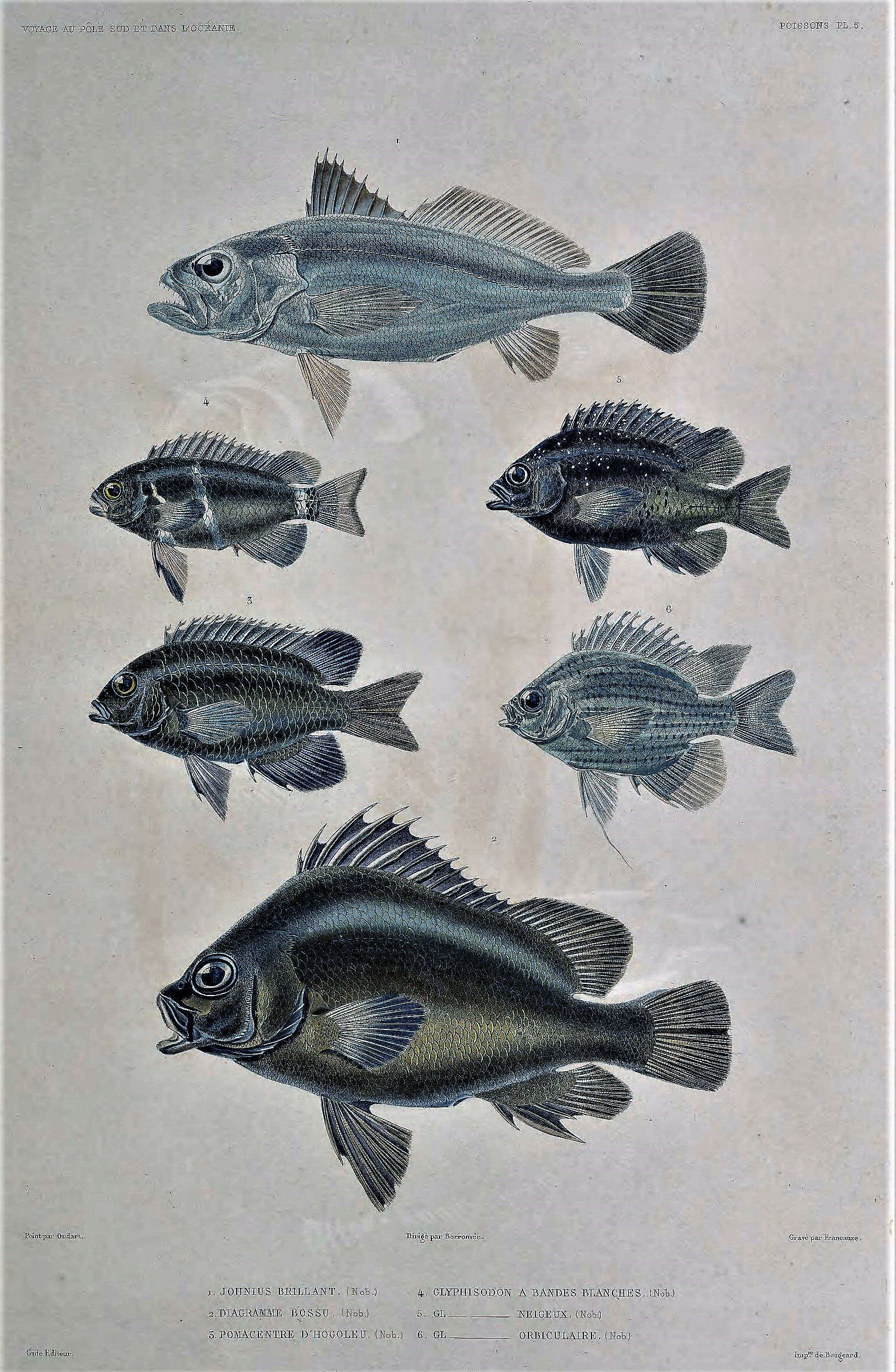
Pennahia anea Plectorhinchus gibbosus, Pomacentrus chrysurus, Chrysiptera brownriggii, Plectroglyphidodon lacrymatus & Amblyglyphidodon orbicularis im Atlas zu Voyage au Pôle Sud
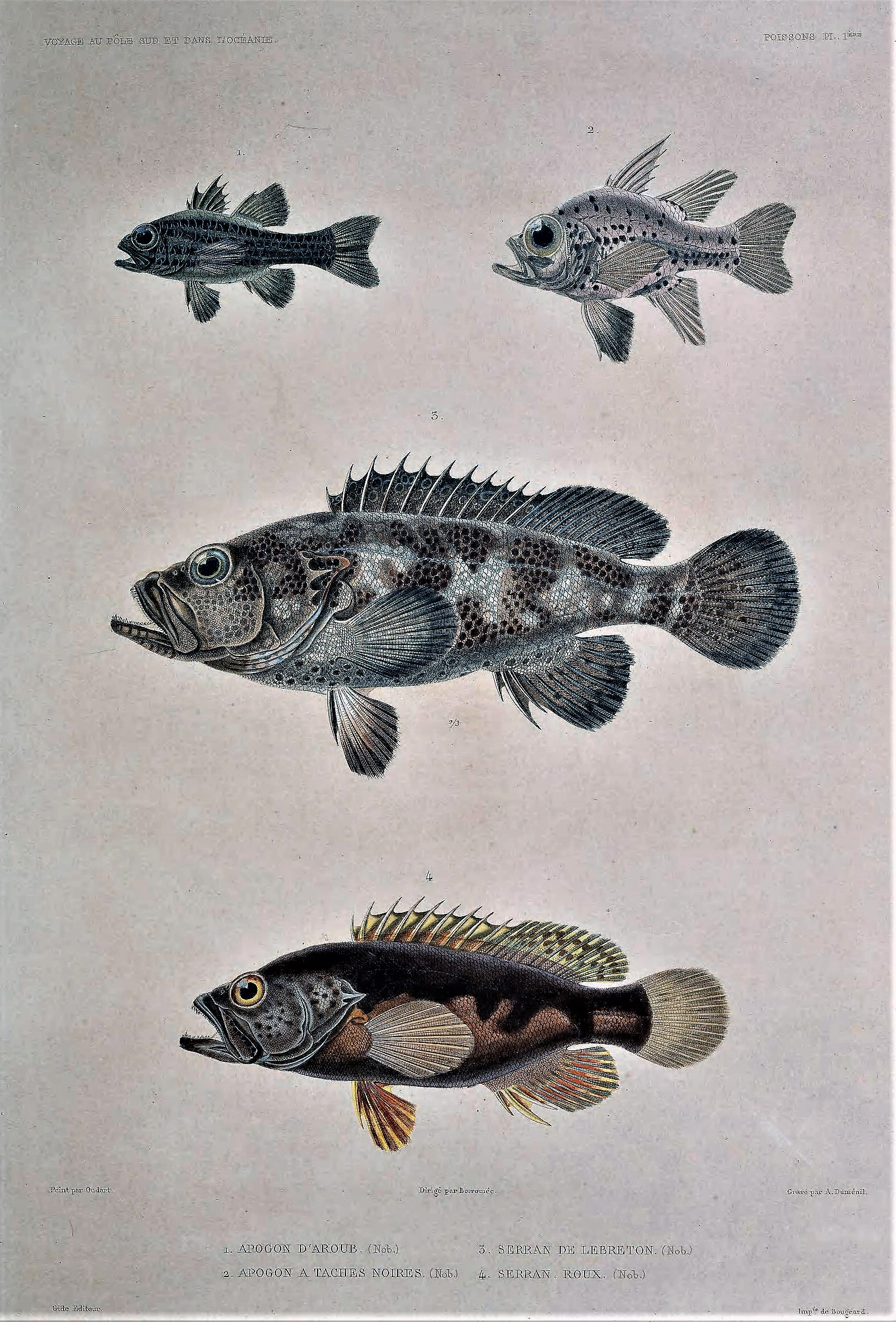
Ostorhinchus aroubiensis, Sphaeramia orbicularis, Epinephelus lebretonianus, Cephalopholis aurantia im Atlas zu Voyage au Pôle Sud
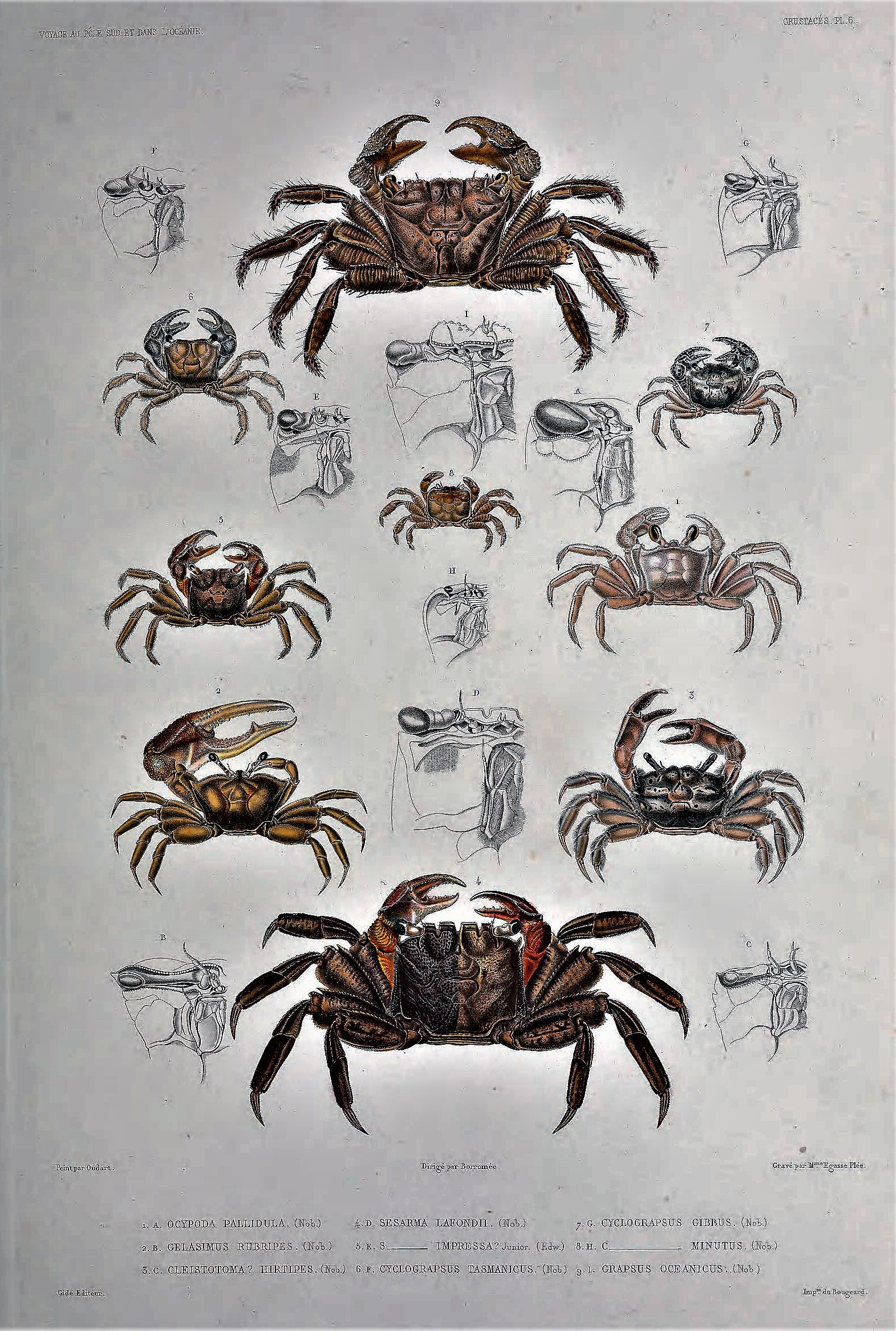
Ocypode pallidula, Gelasimus rubripes, Hemiplax hirtipes, Episesarma lafondii, Sesarmops impressus, Cyclograpsus tasmanicus, Hemigrapsus gibbus, Cyclograpsus cinereus und Metopograpsus oceanicus im Atlas zu Voyage au Pôle Sud
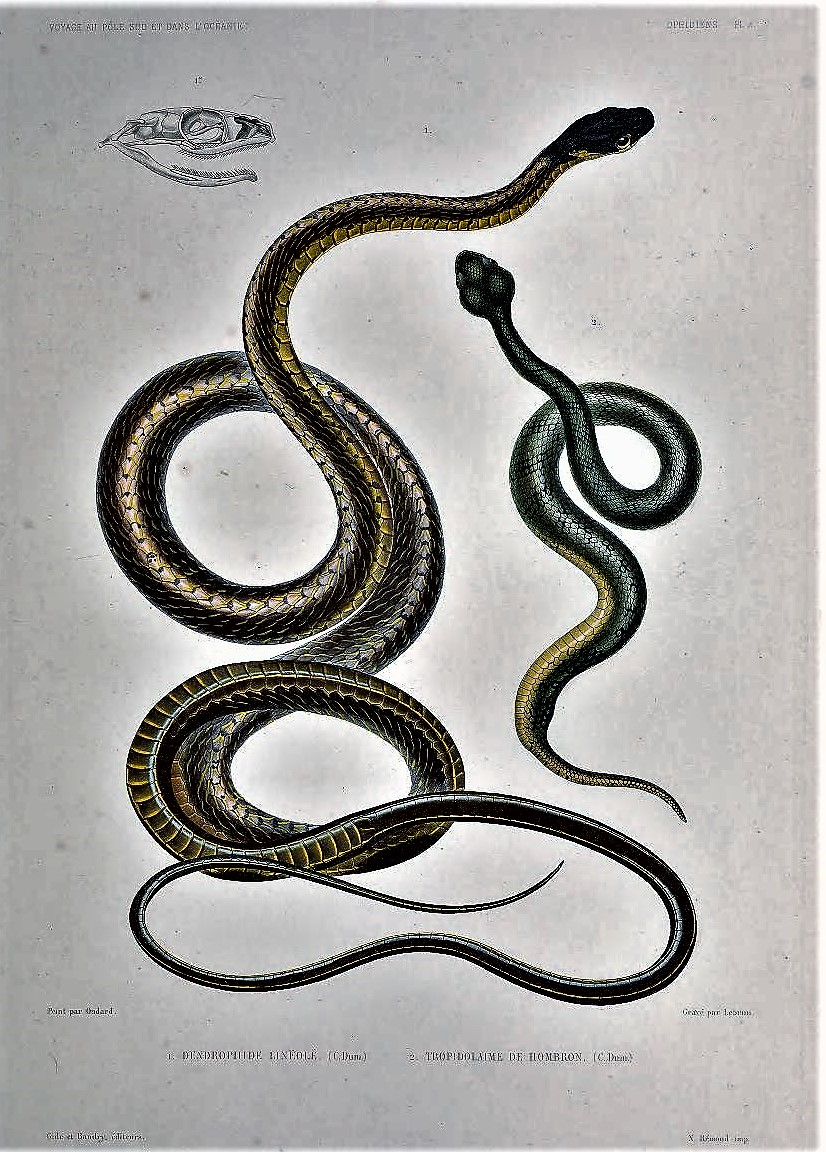
Dendrelaphis lineolatus & Tropidolaemus philippensis im Atlas zu Voyage au Pôle Sud
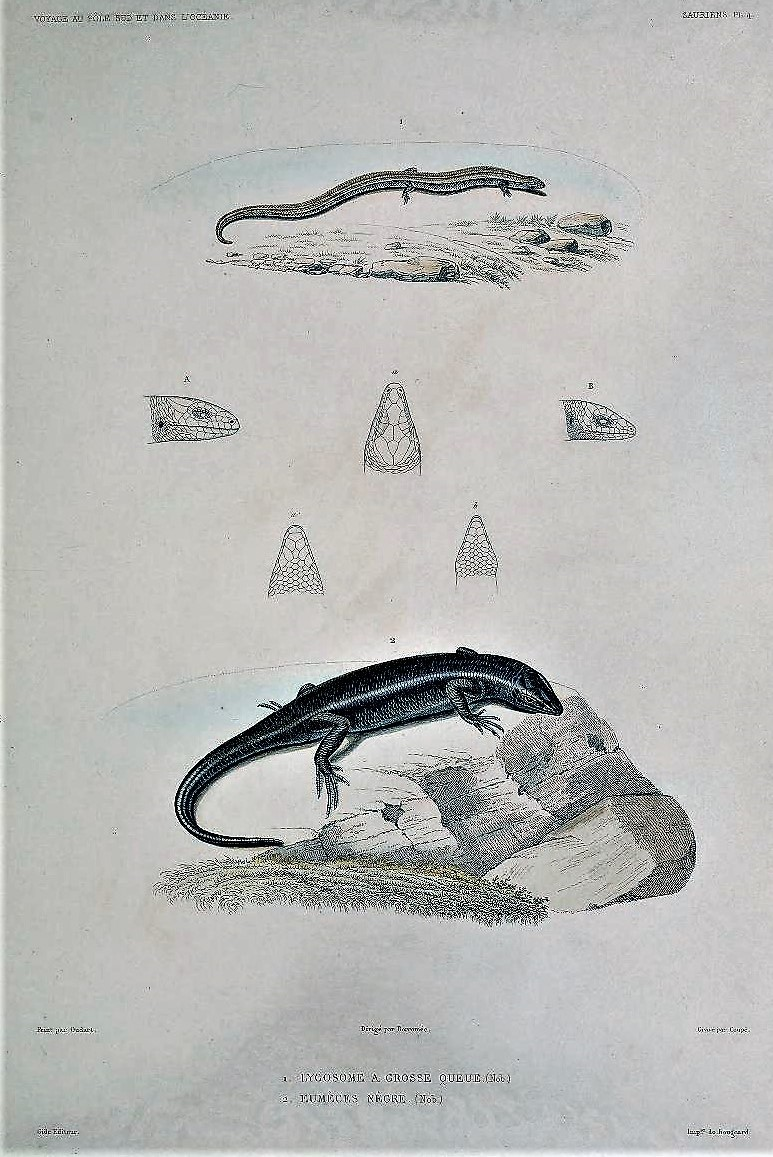
Glaphyromorphus crassicauda & Emoia nigra im Atlas zu Voyage au Pôle Sud
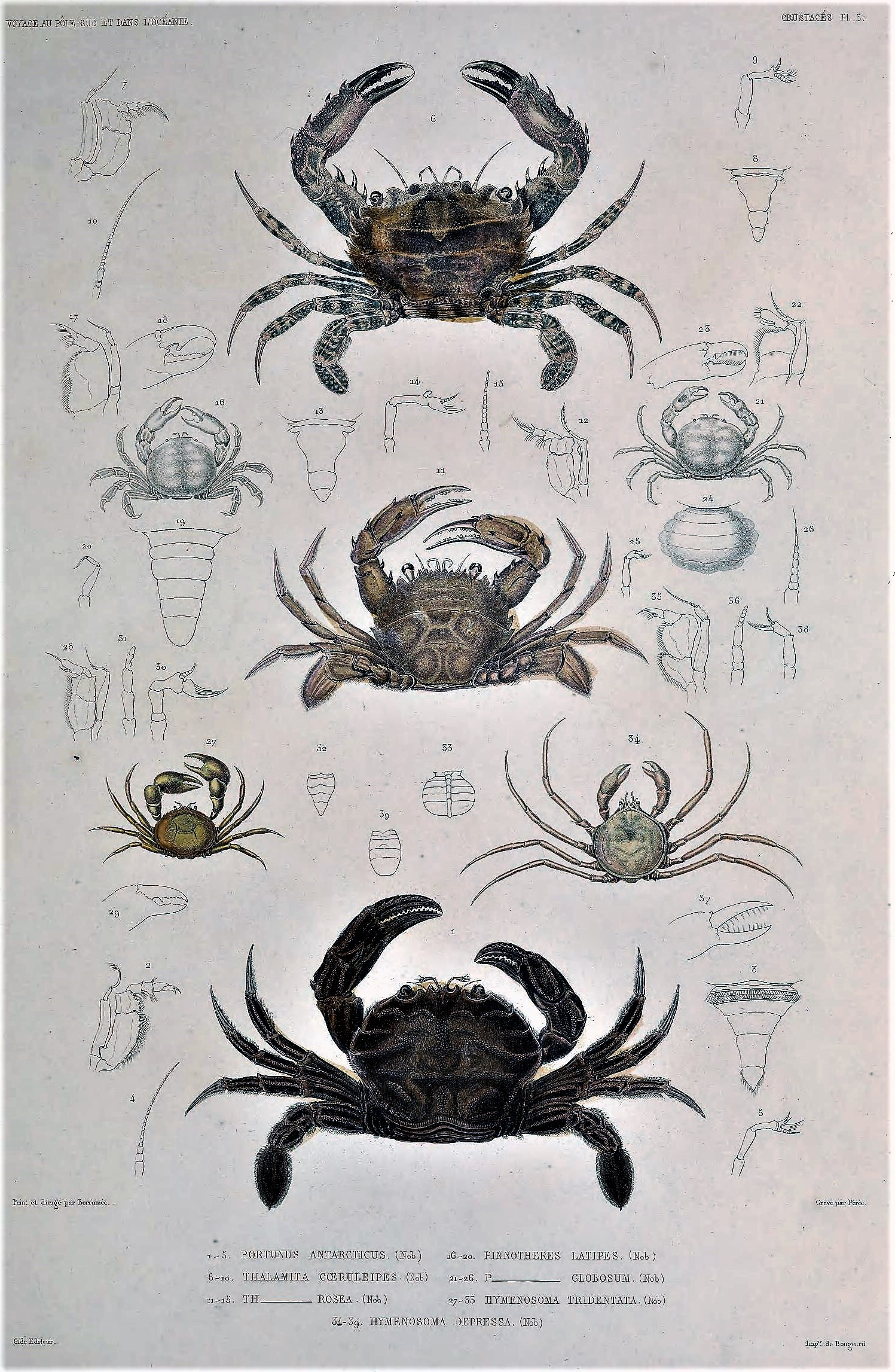
Nectocarcinus antarcticus, Thranita coeruleipes; Charybdis (Charybdis) rosea, Nepinnotheres latipes, Pinnotheres globosus, Halicarcinus planatus & Hymenosoma depressum im Atlas zu Voyage au Pôle Sud

Deshalb gilt heute Pucheran als Autor des Salomonenkakadu (Cacatua ducorpsii), da Hombron und Jacquinot auf der Tafel publiziert im Juni 1846 nur Cacatois de Ducorps vermerkt hatten. Beim Krabbenfresser (Lobodon carcinophaga) wurde der lateinische Namen Phoca carcinophaga auf der Tafel aus dem Jahr 1842 vermerkt. Somit gelten Hombron und Jacquinot hier als Autoren, obwohl die formelle Beschreibung ebenfalls erst 1853 durch Pucheran erfolgte. Ähnlich dürfte sich die Lage bei den Reptilien und Fischen, die von Alphonse Guichenot bearbeitet, bei den Krustentiere, die von Hippolyte Lucas beschrieben wurden, und den Insekten, die von Émile Blanchard bearbeitet wurden, verhalten.
Der Atlas mit den botanischen Tafeln erschien in 13 Lieferungen im Zeitraum 1843 bis 1853. Camille Montagne kümmerte sich um die Beschreibung der Moose und Joseph Decaisne um die Gefäßpflanzen der Forschungsreise.
In Considerations generales sur l'anthropologie suivies d'observations sur les races humaines de l'Amerique Meridionale et de l'Oceanie aus dem Jahr 1846 verfolgte Jacquinot eine rassistische Theorie. So betrachtete er die Möglichkeit der Hybridisierung zwischen Europiden, Negriden und Mongoliden als nur sehr begrenzt.
Nach seiner Entlassung zog Jacquinot nach Sauvigny-les-Bois. Hier widmete er sich eher anthropologischen und archäologischen Fragen seiner Heimat.

## Mitgliedschaften
Seit 1854 wurde er als Mitglied Société nivernaise des sciences, lettres et arts aus Imphy geführt. In der Mitgliederliste der Société académique du Nivernais aus dem Jahr 1885 wird er als...

„Jacquinot (Dr. Honore), correspondant du Ministère de l'instruction publique por les traveaux historiques et la topographie des Gaules, à Sauvigny-les-Bois. (deutsch: Jacquinot (Dr. Honore), Korrespondent des Ministeriums für öffentliche Bildung für historische Werke und Topographie der Gallier, in Sauvigny-les-Bois.“

...bezeichnet. Am 7. Juni 1877 wird er Mitglied der Société d'anthropologie de Paris.

## Erstbeschreibungen von Honoré Jacquinot
Jacquinot hat einige Arten und Unterarten, die neu für die Wissenschaft waren, beschrieben.

### Arten
Zu den Arten gehören chronologisch u. a.:
- Adeliepinguin (Pygoscelis adeliae (Hombron & Jacquinot, 1841))
- Aucklandsäger (Mergus australis Hombron & Jacquinot, 1841)
- Bismarckpapagei (Geoffroyus heteroclitus (Hombron & Jacquinot, 1841))
- Chuukmonarch (Metabolus rugensis (Hombron & Jacquinot, 1841))
- Gelbaugenpinguin (Megadyptes antipodes (Hombron & Jacquinot, 1841))
- Goldfruchttaube (Ptilinopus luteovirens (Hombron & Jacquinot, 1841))
- Maohonigfresser (Gymnomyza samoensis (Hombron & Jacquinot, 1841))
- Maskenzwergpapagei (Cyclopsitta diophthalma (Hombron & Jacquinot, 1841))
- Seramgoldbülbül (Thapsinillas affinis (Hombron & Jacquinot, 1841))
- Seramlederkopf (Philemon subcorniculatus (Hombron & Jacquinot, 1841))
- Sonnenamadine (Neochmia phaeton (Hombron & Jacquinot, 1841))
- Krabbenfresser (Lobodon carcinophaga (Hombron & Jacquinot, 1842))
- Liolaemus magellanicus Hombron & Jacquinot, 1847
- Amblyglyphidodon orbicularis (Hombron & Jacquinot in Jacquinot and Guichenot, 1853)
- Apogon aroubiensis Hombron & Jacquinot in Jacquinot and Guichenot, 1853
- Epinephelus lebretonianus (Hombron & Jacquinot in Jacquinot and Guichenot, 1853)
- Geisterkrabbe Ocypode pallidula Jacquinot, 1852
- Dendrelaphis lineolatus (Jacquinot & Guichenot, 1853)
- Emoia nigra (Jacquinot & Guichenot, 1853)
- Thalamita coeruleipes Jacquinot &  Lucas, 1853

### Unterarten
Zu den Unterarten gehören chronologisch u. a.:
- Pteropus pelagicus insularis Hombron & Jacquinot in Jacquinot and Pucheran, 1853
- Paradoxurus hermaphroditus setosus Jacquinot & Pucheran, 1853

## Dedikationsnamen
Charles Lucien Jules Laurent Bonaparte benannte 1850 den Salomonenkauz (Ninox jacquinoti) und den Tongadickkopf (Pachycephala jacquinot) zu seinen Ehren. Émile Blanchard nannte 1850 die Blatthornkäfer-art Leucopholis jacquinoti nach ihm.
Joseph Decaisne führte 1853 die Australheidegewächse-Gattung Jacquinotia neu für die Wissenschaft ein. Auch Camille Montagne nannte 1845 eine Muschelmoose-Art Plagiochila jacquinotii, 1845 Jungermannia jacquinotii und 1842 die Braunalgen-Art Scytothalia jacquinotii (heute Cystosphaera jacquinotii), ein Name, der heute als Jungermanniaceae-Art Syzygiella jacquinotii geführt wird. Franz Stephani (1842–1927) beschrieb aus einem Manuskript von Karl Moritz Gottsche die Wassersackmoose-Art Frullania jacquinotii.
Ebenso ist Jacquinot Rocks zu seinen Ehren benannt.

## Publikationen (Auswahl)
- mit Jacques Bernard Hombron: Description de plusieurs Oiseaux nouveaux ou peu connus, provenant de l'expedition autour du monde sur les corvette l'Astrobale et la Zélée. In: Annales des sciences naturelles (= 2). Band 16, 1841, S. 312–320 (biodiversitylibrary.org).
- mit Jacques Bernard Hombron: Remarques sur quelques points de l'anatomie de la physiologie des Procellaridées, et essai d'une nouvelle classification de ces oisseaux. In: Comptes rendus hebdomadaires des séances de l'Académie des sciences. Band 18, 1844, S. 353–358 (biodiversitylibrary.org).
- mit Jacques Bernard Hombron: Remarques sur quelques points de l'anatomie de la physiologie des Procellaridées, et essai d'une nouvelle classification de ces oisseaux. In: Revue zoologique par la Société cuviérienne. Band 7, 1844, S. 118–119 (biodiversitylibrary.org).
- Essai sur l'histoire de l'homme(s). In: Comptes rendus hebdomadaires des séances de l'Académie des sciences. Band 20, 1845, S. 1355–1361 (biodiversitylibrary.org).
- Sur les Américains Ioways. In: Comptes rendus hebdomadaires des séances de l'Académie des sciences. Band 21, 1845, S. 27–32 (biodiversitylibrary.org).
- Des caractères anthropologiques. In: Comptes rendus hebdomadaires des séances de l'Académie des sciences. Band 21, 1845, S. 298–301 (biodiversitylibrary.org).
- Considerations generales sur l'anthropologie suivies d'observations sur les races humaines de l'Amerique Meridionale et de l'Oceanie Voyage au pole sud et dans l'Océanie sur les corvettes l'Astrolabe et la Zélée exécuté par ordre du roi pendant les années 1837–1838–1839–1840, sous le commandement de M. J. Dumont-d'urville, Capitain de vaisseau: Publié par ordre du Gouvernement, sous la direction superieure de M. Jacquinot, captaine de vaisseau, commandant de la Zélèe. Band 2 (Zoologie). Gide et J. Baudry, Paris 1846 (books.google.de).
- Études sur l'histoire possint in sanitatem quidquid liberum vulgò naturelle de l'homme. These. Decitur et liberale, necnon libertatis, Paris 1848.
- mit Jacques Bernard Hombron: Voyage au pole sud et dans l'Océanie sur les corvettes l'Astrolabe et la Zélée : exécuté par ordre du roi pendant les années 1837–1838–1839–1840, sous le commandement de M. J. Dumont-d'Urville, Capitain de vaisseau: Publié par ordre du Gouvernement, sous la direction superieure de M. Jacquinot, captaine de vaisseau, commandant de la Zélèe. Atlas (Zoologie) Mammiferes et Oiseaux. Gide et J. Baudry, Paris 1853 (biodiversitylibrary.org – 1842–1853).
- mit Jacques Bernard Hombron: Voyage au pole sud et dans l'Océanie sur les corvettes l'Astrolabe et la Zélée : exécuté par ordre du roi pendant les années 1837–1838–1839–1840, sous le commandement de M. J. Dumont-d'Urville, Capitain de vaisseau: Publié par ordre du Gouvernement, sous la direction superieure de M. Jacquinot, captaine de vaisseau, commandant de la Zélèe. Atlas (Botaniques). Gide et J. Baudry, Paris 1852 (biodiversitylibrary.org – 1843-1853).
- mit Jacques Bernard Hombron, Jacques Pucheran: Voyage au pole sud et dans l'Océanie sur les corvettes l'Astrolabe et la Zélée : exécuté par ordre du roi pendant les années 1837–1838–1839–1840, sous le commandement de M. J. Dumont-d'Urville, Capitain de vaisseau: Publié par ordre du Gouvernement, sous la direction superieure de M. Jacquinot, captaine de vaisseau, commandant de la Zélèe. Band 3 (Zoologie) Mammifères & Oiseaux. Gide et J. Baudry, Paris 1853 (biodiversitylibrary.org).
- mit Jacques Bernard Hombron, Alphonse Guichenot: Voyage au pole sud et dans l'Océanie sur les corvettes l'Astrolabe et la Zélée : exécuté par ordre du roi pendant les années 1837–1838–1839–1840, sous le commandement de M. J. Dumont-d'Urville, Capitain de vaisseau: Publié par ordre du Gouvernement, sous la direction superieure de M. Jacquinot, captaine de vaisseau, commandant de la Zélèe. Band 3 (Zoologie) Reptile & Poissones. Gide et J. Baudry, Paris 1853 (biodiversitylibrary.org).
- mit Jacques Bernard Hombron, Hippolyte Lucas: Voyage au pole sud et dans l'Océanie sur les corvettes l'Astrolabe et la Zélée : exécuté par ordre du roi pendant les années 1837–1838–1839–1840, sous le commandement de M. J. Dumont-d'Urville, Capitain de vaisseau: Publié par ordre du Gouvernement, sous la direction superieure de M. Jacquinot, captaine de vaisseau, commandant de la Zélèe. Band 3 (Zoologie) Crustacés. Gide et J. Baudry, Paris 1853 (biodiversitylibrary.org).
- mit Jacques Bernard Hombron, Émile Blanchard: Voyage au pole sud et dans l'Océanie sur les corvettes l'Astrolabe et la Zélée : exécuté par ordre du roi pendant les années 1837–1838–1839–1840, sous le commandement de M. J. Dumont-d'Urville, Capitain de vaisseau: Publié par ordre du Gouvernement, sous la direction superieure de M. Jacquinot, captaine de vaisseau, commandant de la Zélèe. Band 4 (Zoologie) Insectes. Gide et J. Baudry, Paris 1853 (gallica.bnf.fr).
- mit Jacques Bernard Hombron, Pierre-Louis Rousseau: Voyage au pole sud et dans l'Océanie sur les corvettes l'Astrolabe et la Zélée : exécuté par ordre du roi pendant les années 1837–1838–1839–1840, sous le commandement de M. J. Dumont-d'Urville, Capitain de vaisseau: Publié par ordre du Gouvernement, sous la direction superieure de M. Jacquinot, captaine de vaisseau, commandant de la Zélèe. Band 5 (Zoologie) Mollusques, Coquilles et Zoophytes. Gide et J. Baudry, Paris 1853 (gallica.bnf.fr).
- mit Jacques Bernard Hombron, Camille Montagne: Voyage au pole sud et dans l'Océanie sur les corvettes l'Astrolabe et la Zélée : exécuté par ordre du roi pendant les années 1837–1838–1839–1840, sous le commandement de M. J. Dumont-d'Urville, Capitain de vaisseau: Publié par ordre du Gouvernement, sous la direction superieure de M. Jacquinot, captaine de vaisseau, commandant de la Zélèe. Band 1 (Botaniques) Plantes Cellulaires. Gide et J. Baudry, Paris 16. August 1845 (biodiversitylibrary.org).
- mit Jacques Bernard Hombron, Joseph Decaisne: Voyage au pole sud et dans l'Océanie sur les corvettes l'Astrolabe et la Zélée : exécuté par ordre du roi pendant les années 1837–1838–1839–1840, sous le commandement de M. J. Dumont-d'Urville, Capitain de vaisseau: Publié par ordre du Gouvernement, sous la direction superieure de M. Jacquinot, captaine de vaisseau, commandant de la Zélèe. Band 2 (Botaniques) Plantes Vasculaires. Gide et J. Baudry, Paris 1853 (biodiversitylibrary.org).
- Les temps préhistoriques dans la Nièvre découverte d#un gisement de la Pierre Taillée dans la commune de Sauvigny-Les-Bosi, suivie d'observation sur l'anthropologie. In: Bulletin de la Société nivernaise des sciences, lettres et arts (= 2). Band 7, 1876, S. 213–222 (gallica.bnf.fr).
- Considérations sur les populations primitives de la Galle et sur quelques points de l'anthropologie. In: Bulletin de la Société nivernaise des sciences, lettres et arts (= 2). Band 7, 1876, S. 240–262 (gallica.bnf.fr).
- Les sciences préhistoriques au congrè de Chalons-sur-Marnes. In: Bulletin de la Société nivernaise des sciences, lettres et arts (= 2). Band 7, 1876, S. 309–334 (gallica.bnf.fr).
- Proposition du docteur Jacquinot relative aux époques préhistorique. In: Bulletin de la Société nivernaise des sciences, lettres et arts (= 2). Band 7, 1876, S. 432–436 (gallica.bnf.fr).
- Sur les Silex taillés de Sauvigny les-Bois. Réponse aux objections faites au Congrès de Budapest. In: Bulletin de la Société d'anthropologie de Paris (= 2). Band 12, 1877, S. 369–380 (gallica.bnf.fr).
- L'oppidum du fou de Verdu. In: Mémoires de la Société académique du Nivernais Société académique du Nivernais. Band 1, 1885, S. 24–33 (gallica.bnf.fr).
- La sépulture gauloise de Sauvigny-les-Bois. In: Mémoires de la Société académique du Nivernais Société académique du Nivernais. Band 1, 1885, S. 89–93 (gallica.bnf.fr).
- Les mégalithes de la Nièvre. In: Bulletin de la Société d'anthropologie de Paris (= 3). Band 9, 1886, S. 323–346 (gallica.bnf.fr).
- La mégalithes de la Nièvre Monuments primitifs des anciens gaulois. In: Mémoires de la Société académique du Nivernais Société académique du Nivernais. Band 2, 1886, S. 167–191 (gallica.bnf.fr).